# تيرينس سبينكس
تيرينس سبينكس (بالإنجليزية: Terence Spinks)‏ مواليد 28 فبراير 1938 في إنجلترا - الوفاة 26 أبريل 2012 في إسكس، كان ملاكم محترف بريطاني صنّف ضمن فئة وزن الريشة. سبق أن شارك في دورة الألعاب الأولمبية الصيفية سنة 1956 وحقق الميدالية الذهبية فيها.

## إحصائيات
خاض خلال مسيرته 56 نزالا، فاز في 45 وتعادل في 1 وخسر في 3. فاز بالضربة القاضية في 13 نزالا.

## الميداليات
| الميدالية | المسابقة                       |
| --------- | ------------------------------ |
| ذهبية     | الألعاب الأولمبية الصيفية 1956 |

## روابط خارجية
- تيرينس سبينكس على موقع بوكس ريك (الإنجليزية) (registration required)
- تيرينس سبينكس على موقع أوليمبيديا (الإنجليزية)
- تيرينس سبينكس على موقع اللجنة الأولمبية البريطانية (الإنجليزية)